# Estación de Nuevos Ministerios
Nuevos Ministerios es un gran intercambiador de transporte ferroviario del Metro de Madrid y Cercanías situado bajo los Nuevos Ministerios cerca del complejo financiero AZCA, en el cruce del paseo de la Castellana, la calle de Joaquín Costa y la calle de Raimundo Fernández Villaverde, en el límite entre los distritos de Tetuán, Chamberí y Chamartín de Madrid (España). En 2022 fue la tercera estación (segunda de cercanías) de España con más tránsito de viajeros, estando también entre las de mayor número de viajeros de Europa.
Su tarifa corresponde a la zona A según el Consorcio Regional de Transportes de Madrid, si bien pertenece a la zona 0 según la zonificación de Cercanías Madrid.

## Situación ferroviaria
La estación, que se encuentra a 656 metros de altitud, forma parte de los trazados de las siguientes líneas férreas:
- Línea férrea de ancho ibérico Madrid-Valencia, punto kilométrico 5,0.[5]
- Línea férrea de ancho ibérico Atocha-Chamartín, punto kilométrico 4,4.[5]

## Historia
La estación de ferrocarril, perteneciente actualmente a la red de Cercanías Madrid de Renfe Operadora, fue inaugurada en 1967 como parte del llamado Túnel de la risa. Deberían pasar 12 años hasta que llegara hasta aquí el Metro de Madrid, al construirse la estación de la línea 6 con el mismo nombre. Posteriormente se añadieron nuevas estaciones de Metro de las líneas 8 y 10. La estación de línea 6 fue reformada en la zona de andenes, sustituyendo paredes de mármol por vítrex blanco.
Por tanto, hoy en día la estación de Nuevos Ministerios provee transbordo entre tres líneas de Metro y otras siete de Cercanías Madrid, a las que hay que añadir algunas líneas de Media Distancia de Renfe Operadora. A través de la línea 8 de Metro, se da acceso directo al aeropuerto de Madrid-Barajas y cuenta además con terminal de facturación, que funcionó hasta la apertura de la nueva Terminal 4 (T4), momento en que este servicio ha dejado de prestarse a pesar de que los trenes llegan hasta la nueva terminal desde el 3 de mayo de 2007. Desde 2011 hasta 2024 el servicio prestado por la línea 8 se complementa con la línea de Cercanías C-1 entre Príncipe Pío y la T4.

### Estación de Cercanías
Desde su inauguración el 18 de julio de 1967, la estación de Nuevos Ministerios ha pasado de ser de un simple apeadero a una gran estación con una gran afluencia de viajeros, debido a su situación estratégica en la ciudad de Madrid. En la actualidad, dispone de seis vías en las que tienen parada trenes de Cercanías Madrid correspondientes a las líneas C-2, C-3, C-4, C-7, C-8 y C-10. 
Los andenes se encuentran divididos en dos partes. Por un lado, se encuentran tres andenes con cuatro vías (un andén central y dos laterales) por donde pasan los trenes que circulan por el antiguo túnel de la risa, correspondientes a las líneas C-2, C-7, C-8 y C-10. Por el otro, en paralelo y unos metros hacia el oeste, se encuentran dos andenes con dos vías por donde pasan los trenes que circulan por el llamado nuevo túnel de la risa desde el 9 de julio de 2008, correspondientes a las líneas C-3 y C-4.

### Estación de Metro

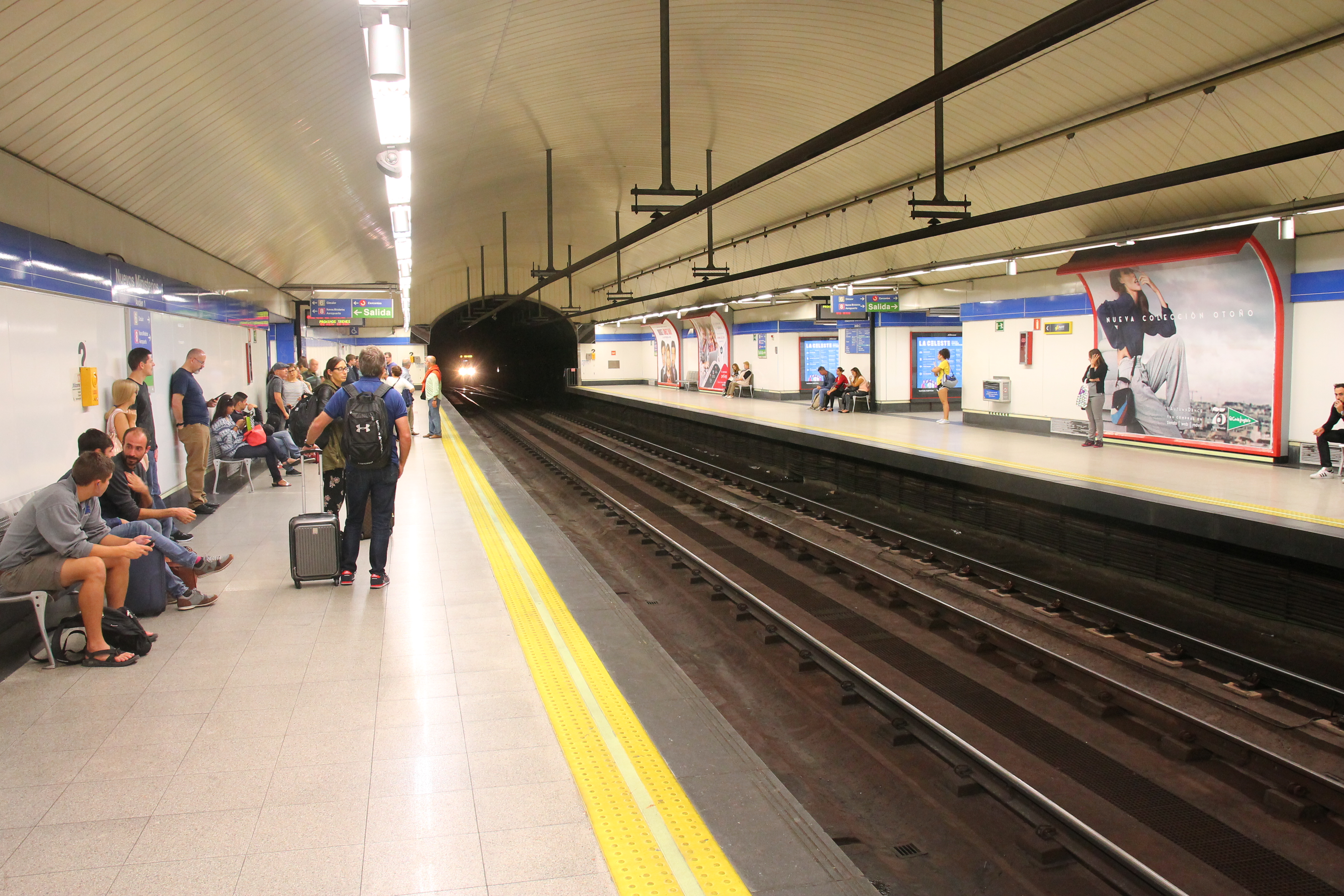
Estación de la línea 10

La historia de la llegada del Metro de Madrid a esta estación empieza en 1979 con la apertura del primer tramo de la línea 6 entre Cuatro Caminos y Pacífico, con los accesos del Centro Comercial, la calle Orense y la calle Agustín de Betancourt. La conexión entre la estación de Cercanías y la estación de la línea 6 de Metro se realiza a través de largos pasillos.

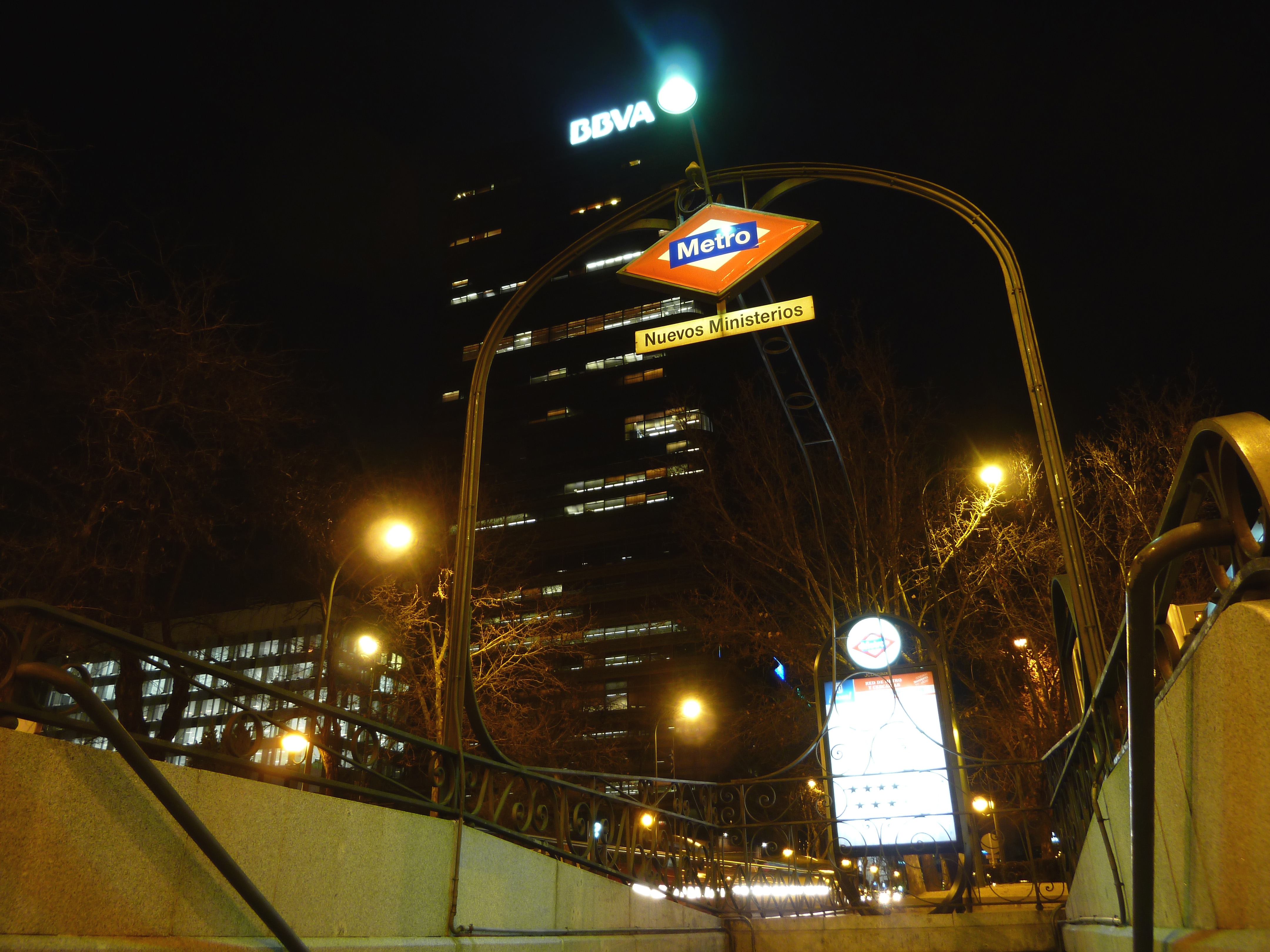
Boca de metro en Pº Castellana.

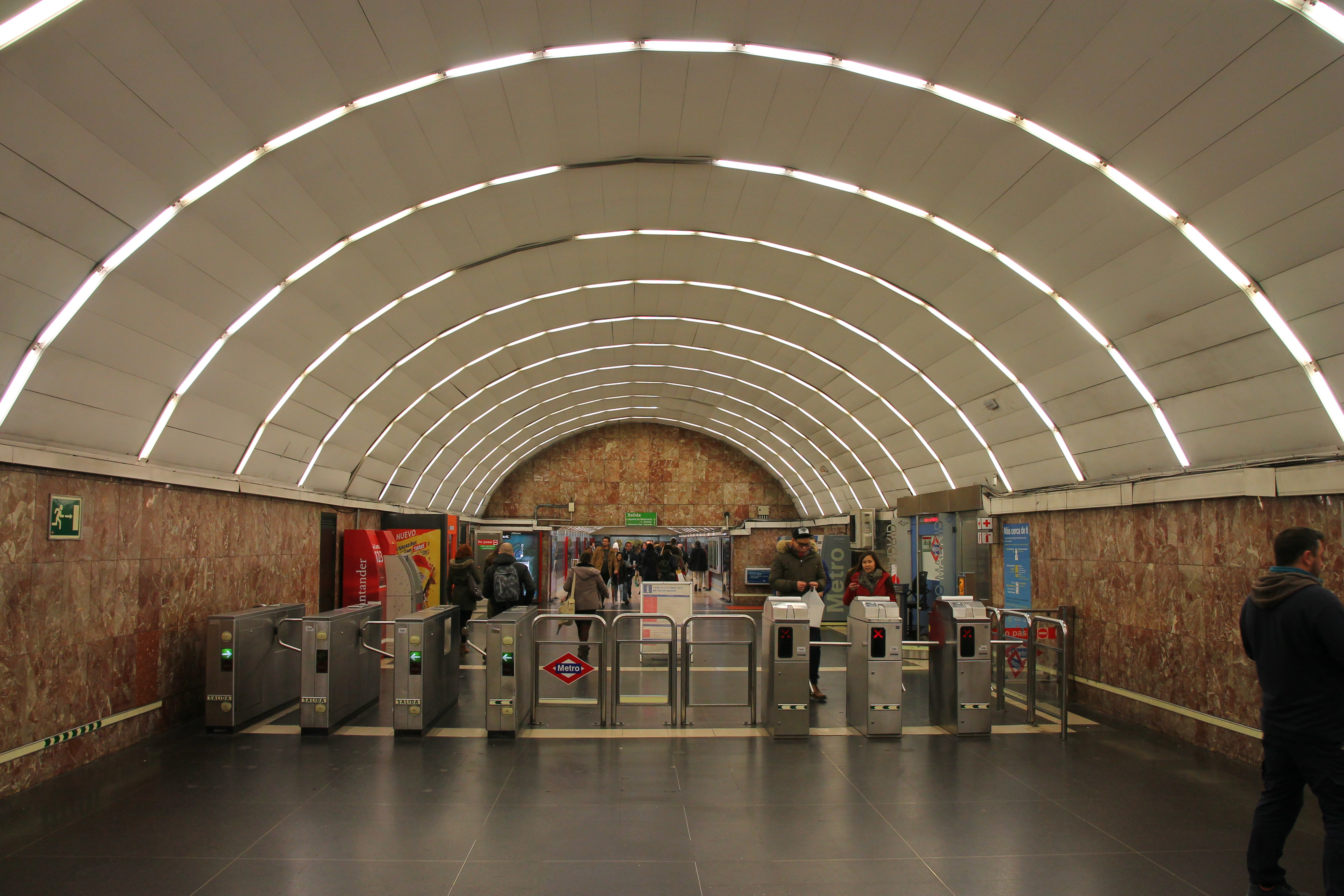
Acceso a la estación

Más tarde, el 10 de junio de 1982, se abrió la entonces línea 8 entre Fuencarral y Nuevos Ministerios, comunicada con la línea 6 por un largo pasillo y con dos accesos en el paseo de la Castellana.
En 1986 se prolongó la entonces línea 8 hasta Avenida de América, tramo que se cerró diez años después para llevar a cabo la unión de la línea 10 y la antigua línea 8, inaugurándose dicha unión el 22 de enero de 1998, año en que la línea Nuevos Ministerios-Fuencarral pasó a formar parte de la línea 10, denominándose línea 10 (Aluche-Fuencarral). La arquitectura de la estación no se modificó sustancialmente, tan sólo se añadieron unos salientes metálicos a los andenes de línea 10 para adaptarla temporalmente a la circulación de trenes de gálibo estrecho. Más o menos al mismo tiempo se creó un nuevo acceso para la estación de cercanías al lado del Centro Comercial y el AZCA.
Ya a principios del siglo XXI, en 2001, la estación sufrió cierres prolongados para su reforma integral en la zona de la línea 10, donde se realizó la retirada de los salientes metálicos al recuperar la circulación de trenes de gálibo ancho (serie 7000 de Ansaldo-Breda), en la estación de cercanías, donde se modificó el acceso sur para hacer hueco a la prolongación de la nueva línea 8 y un vestíbulo con terminales de facturación. En 2002 se inauguró la prolongación de la línea 8 y con ella el nuevo intercambiador subterráneo decorado con vítrex blanco. La extensión del vestíbulo de entrada a las líneas 8, 10 y Cercanías Madrid es tal que se ha usado en numerosas ocasiones para exposiciones y espectáculos. 
Desde el 30 de julio hasta el 9 de septiembre de 2022 el tramo Sainz de Baranda - Nuevos Ministerios de la línea 6 de metro permaneció cortado por obras, por lo que esta estación actuó como cabecera. En su lugar, existió un servicio especial de autobús sin coste para el viajero y con parada en el entorno de las estaciones afectadas. El servicio en líneas 8 y 10 no se vio afectado.

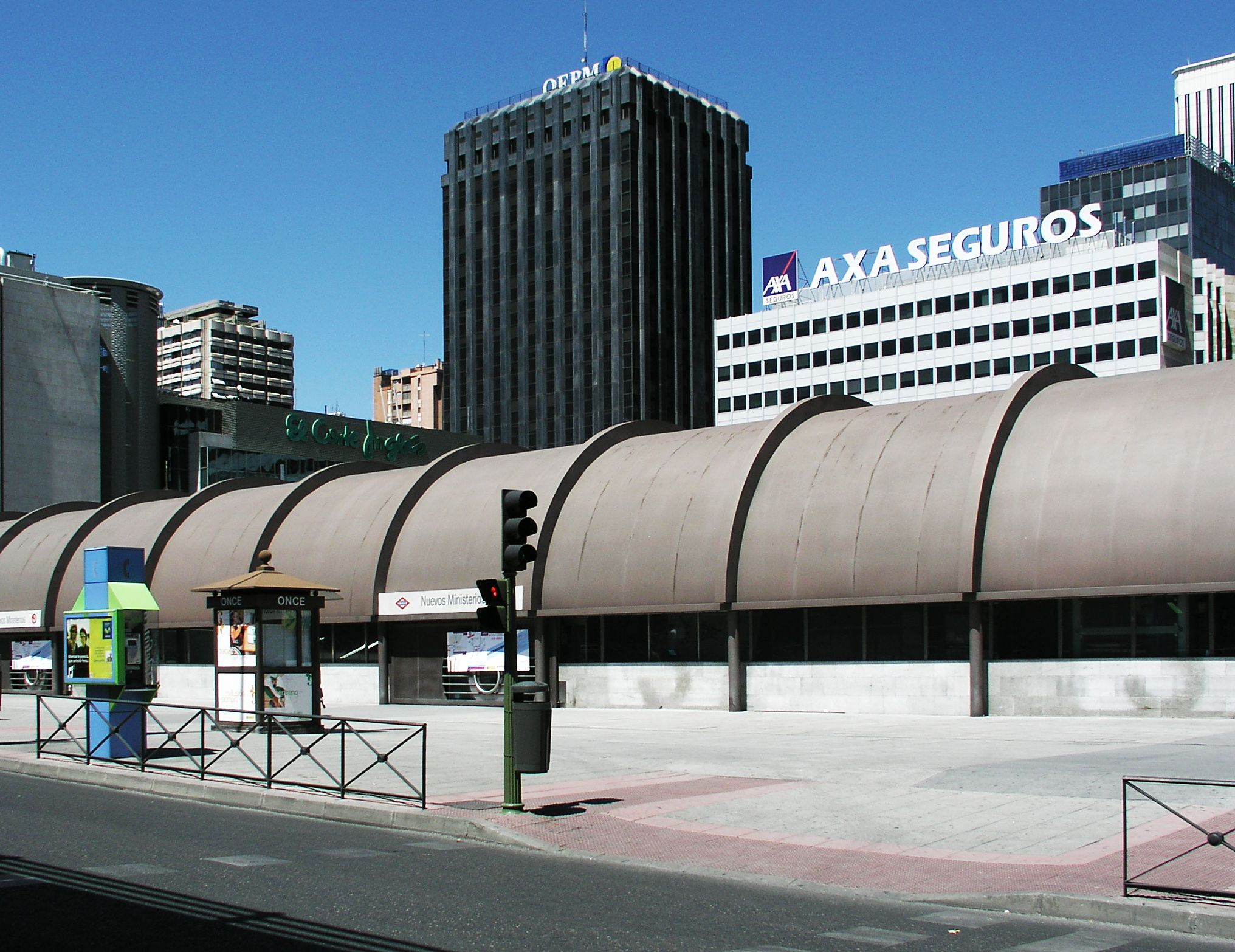
Entrada a la Estación

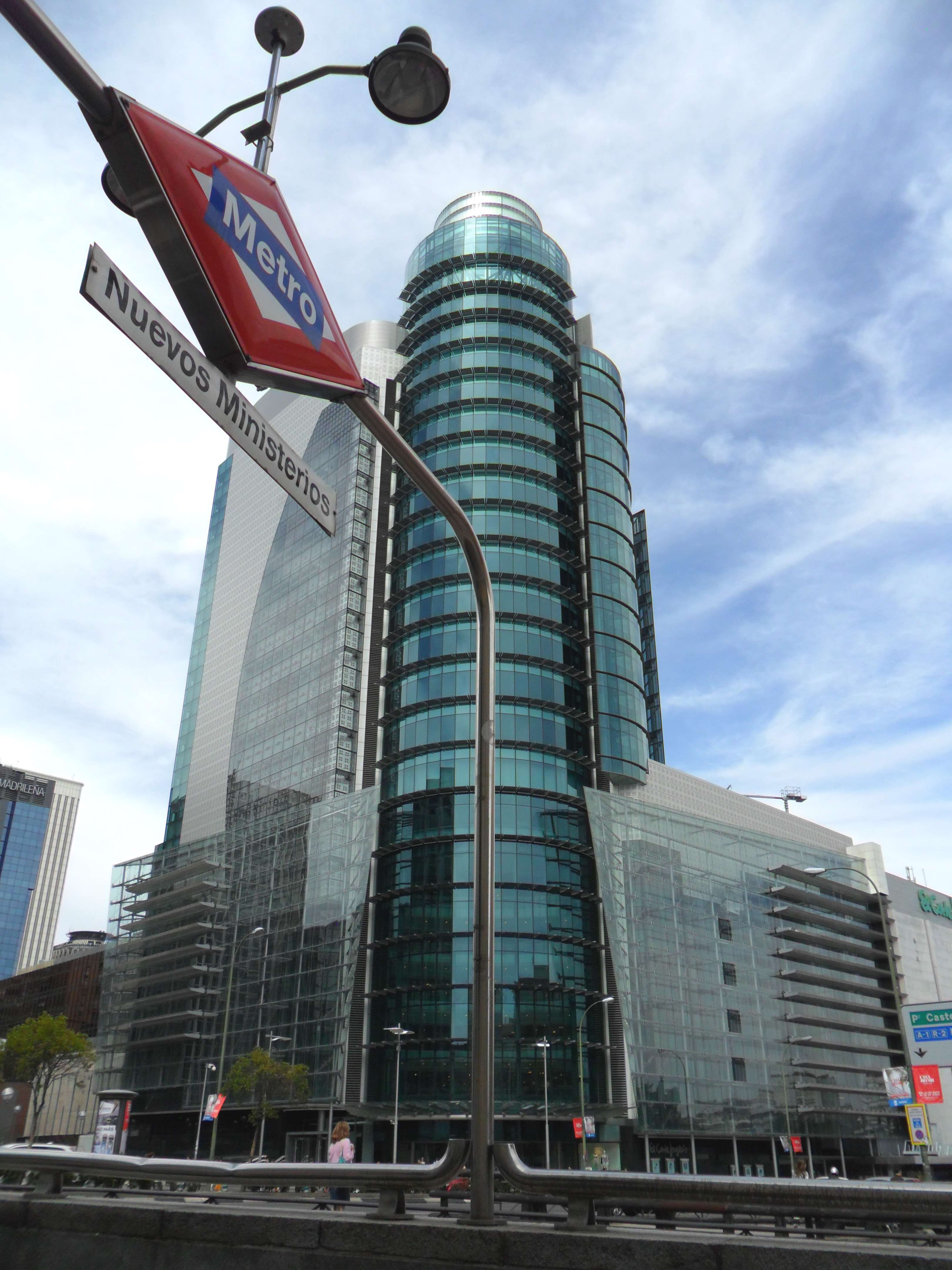
Acceso en C/ Agustín de Betancourt, 25.

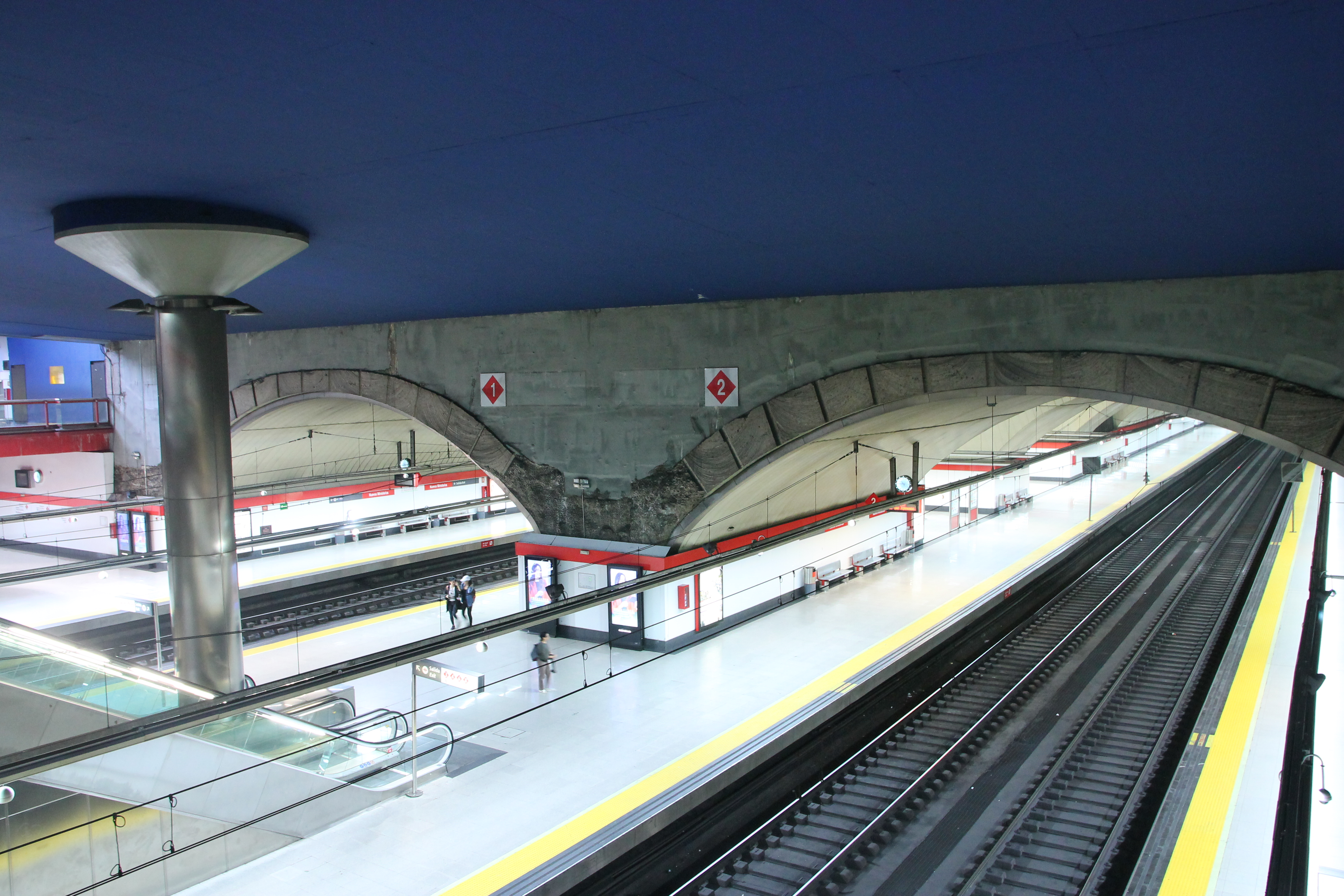
Andenes de cercanías del túnel de Recoletos.

## Accesos
Vestíbulo Orense
- Agustín de Bethancourt C/ Agustín de Bethancourt, 25. Acceso a andenes de Línea 6
- Orense C/ Orense, 2. Acceso a andenes de Línea 6

Vestíbulo AZCA (común Metro-Cercanías Renfe) Abierto de 6:00 a 0:30
- Centro Comercial Entrada a El Corte Inglés
- Ascensor nº 1  Entrada a El Corte Inglés
- Ascensor nº 2 Entrada a El Corte Inglés
- Raimundo Fernández Villaverde C/ Raimundo Fernández Villaverde, s/n (esquina Pº de la Castellana). Nivel -1, límite entre Metro y los accesos de Renfe
- AZCA Pº de la Castellana, 67

Vestíbulo Paseo de la Castellana (común Metro-Cercanías Renfe)
- Pº de la Castellana, impares Abierto de 6:00 a 0:30 Pº de la Castellana (esquina C/ Raimundo Fernández Villaverde)
- Pº de la Castellana, pares Pº de la Castellana, 110 (esquina C/ Joaquín Costa)
- Pº de la Castellana, impares (bulevar) Pº de la Castellana, 67 (en el bulevar)
- Pº de la Castellana, pares Pº de la Castellana, 100
- Ascensor nº 5 Paseo de la Castellana, 67 (en el bulevar)
- Ascensor nº 6 Paseo de la Castellana, 100
- Ministerios Abierto de 6:00 a 0:30 Pº de la Castellana, 65 (frente a los Nuevos Ministerios). Nivel -2 del Distribuidor RENFE

## Líneas y conexiones

### Cercanías
| procedencia/destino                             | < estación | Línea | estación > | destino/procedencia |
| ----------------------------------------------- | ---------- | ----- | ---------- | ------------------- |
| Chamartín                                       | Chamartín  |       | Recoletos  | Guadalajara         |
| Chamartín                                       | Chamartín  |       | Sol        | Aranjuez            |
| Alcobendas - S.S. de los Reyes                  | Chamartín  |       | Sol        | Parla               |
| Colmenar Viejo                                  | Chamartín  |       | Sol        | Parla               |
| Príncipe Pío                                    | Chamartín  |       | Recoletos  | Alcalá de Henares   |
| Cercedilla                                      | Chamartín  |       | Recoletos  | Guadalajara         |
| Santa María de la Alameda-PeguerinosEl Escorial | Chamartín  |       | Recoletos  | Guadalajara         |
| Chamartín                                       | Chamartín  |       | Recoletos  | Villalba            |

| vía | líneas / destinos                                                                                |
| --- | ------------------------------------------------------------------------------------------------ |
| 1   | Chamartín                                                                                        |
| 1   | Chamartín - Las Rozas - Príncipe Pío                                                             |
| 1   | Chamartín - Villalba - Cercedilla / Segovia / El Escorial - Santa María de la Alameda-Peguerinos |
| 2   | Recoletos - Atocha-Cercanías - Alcalá de Henares - Guadalajara                                   |
| 2   | Recoletos - Atocha-Cercanías - Alcalá de Henares                                                 |
| 2   | Recoletos - Atocha-Cercanías - Alcalá de Henares - Guadalajara                                   |
| 3   | Chamartín                                                                                        |
| 4   | Recoletos - Atocha-Cercanías - Príncipe Pío - Las Rozas - Villalba                               |
| 6   | Chamartín                                                                                        |
| 6   | Chamartín - Alcobendas-San Sebastián de los Reyes / Colmenar Viejo                               |
| 8   | Sol - Atocha-Cercanías - Aranjuez                                                                |
| 8   | Sol - Atocha-Cercanías - Parla                                                                   |

### Metro
| << cabecera                                          | < estación        | línea | estación >          | cabecera >>    |
| ---------------------------------------------------- | ----------------- | ----- | ------------------- | -------------- |
| circular                                             | Cuatro Caminos    |       | República Argentina | circular       |
| final de línea                                       | final de línea    |       | Colombia            | Aeropuerto T4  |
| Hospital Infanta Sofía Cambio de tren en Tres Olivos | Santiago Bernabéu |       | Gregorio Marañón    | Puerta del Sur |

### Autobuses
Por el entorno de la estación, pasan varias líneas de autobuses durante el día y la noche. Una de ellas tiene su cabecera en Nuevos Ministerios bajo el puente de Raimundo Fernández de Villaverde y Joaquín Costa con paseo de la Castellana y el resto pasan por el propio paseo de la Castellana o por las calles de Raimundo Fernández de Villaverde y Joaquín Costa.
| Diurnos                                      |                                             |                                                                      |
| Autobuses con cabecera en Nuevos Ministerios |                                             |                                                                      |
| Línea                                        | Destino                                     | Parada                                                               |
| 126                                          | Barrio del Pilar vía Dehesa de la Villa     | 3570 NUEVOS MINISTERIOS (Bajo puente C/ Raimundo Fdez. Villaverde)   |
| Autobuses pasantes en Nuevos Ministerios     |                                             |                                                                      |
| Línea                                        | Destino                                     | Parada                                                               |
| 7                                            | Plaza de Alonso Martínez                    | 49 NUEVOS MINISTERIOS-CERCANÍAS (Pº Castellana frente al N.º 110)    |
| 14                                           | Plaza del Conde de Casal                    | 49 NUEVOS MINISTERIOS-CERCANÍAS (Pº Castellana frente al N.º 110)    |
| 40                                           | Tribunal                                    | 49 NUEVOS MINISTERIOS-CERCANÍAS (Pº Castellana frente al N.º 110)    |
| 147                                          | Plaza del Callao                            | 49 NUEVOS MINISTERIOS-CERCANÍAS (Pº Castellana frente al N.º 110)    |
| 150                                          | Sol / Sevilla                               | 49 NUEVOS MINISTERIOS-CERCANÍAS (Pº Castellana frente al N.º 110)    |
| 7                                            | Manoteras                                   | 52 NUEVOS MINISTERIOS-CERCANÍAS (Pº Castellana, 96)                  |
| 14                                           | Avenida de Pío XII                          | 52 NUEVOS MINISTERIOS-CERCANÍAS (Pº Castellana, 96)                  |
| 27                                           | Plaza de Castilla                           | 52 NUEVOS MINISTERIOS-CERCANÍAS (Pº Castellana, 96)                  |
| 40                                           | Alfonso XIII                                | 52 NUEVOS MINISTERIOS-CERCANÍAS (Pº Castellana, 96)                  |
| 147                                          | Barrio del Pilar vía Plaza de Castilla      | 52 NUEVOS MINISTERIOS-CERCANÍAS (Pº Castellana, 96)                  |
| 150                                          | Colonia Virgen del Cortijo                  | 52 NUEVOS MINISTERIOS-CERCANÍAS (Pº Castellana, 96)                  |
| 5                                            | Sol / Sevilla                               | 1903 NUEVOS MINISTERIOS (C/ Orense)                                  |
| 149                                          | Tribunal                                    | 1903 NUEVOS MINISTERIOS (C/ Orense)                                  |
| C1                                           | Circular 1 (> Embajadores)                  | 2696 NUEVOS MINISTERIOS (C/ Raimundo Fdez. Villaverde-Pº Castellana) |
| C2                                           | Circular 2 (> Cuatro Caminos)               | 2697 NUEVOS MINISTERIOS (C/ Raimundo Fdez. Villaverde-Pº Castellana) |
| 27                                           | Glorieta de Embajadores                     | 5613 NUEVOS MINISTERIOS CERCANÍAS (Pº Castellana, 67)                |
| Nocturnos                                    |                                             |                                                                      |
| Autobuses pasantes en Nuevos Ministerios     |                                             |                                                                      |
| Línea                                        | Destino                                     | Parada                                                               |
| N22                                          | Plaza de Cibeles                            | 49 NUEVOS MINISTERIOS-CERCANÍAS (Pº Castellana frente al N.º 110)    |
| N24                                          | Plaza de Cibeles                            | 49 NUEVOS MINISTERIOS-CERCANÍAS (Pº Castellana frente al N.º 110)    |
| N22                                          | Barrio de La Paz                            | 52 NUEVOS MINISTERIOS-CERCANÍAS (Pº Castellana, 96)                  |
| N24                                          | Las Tablas                                  | 52 NUEVOS MINISTERIOS-CERCANÍAS (Pº Castellana, 96)                  |
| NC1                                          | Circular 1 (> Manuel Becerra - Atocha)      | 2696 NUEVOS MINISTERIOS (C/ Raimundo Fdez. Villaverde-Pº Castellana) |
| NC2                                          | Circular 2 (> Cuatro Caminos - Pza. España) | 2697 NUEVOS MINISTERIOS (C/ Raimundo Fdez. Villaverde-Pº Castellana) |

## Datos de interés
- La estación de Nuevos Ministerio del metro de Madrid, es el epicentro de la historia que fue tomado para basar la historia de Las Sombras del Metro, juego de detectives y crímenes reales.[17]